# Danijel Rašić
Danijel Rašić (Spalato, 5 ottobre 1988) è un calciatore croato, difensore del Zmaj Makarska.

## Biografia
Nato a Spalato, anche suo fratello gemello Damir è un calciatore.

## Statistiche

### Cronologia presenze e reti in nazionale
| Cronologia completa delle presenze e delle reti in nazionale ― Croazia under 19 | Cronologia completa delle presenze e delle reti in nazionale ― Croazia under 19 | Cronologia completa delle presenze e delle reti in nazionale ― Croazia under 19 | Cronologia completa delle presenze e delle reti in nazionale ― Croazia under 19 | Cronologia completa delle presenze e delle reti in nazionale ― Croazia under 19 | Cronologia completa delle presenze e delle reti in nazionale ― Croazia under 19 | Cronologia completa delle presenze e delle reti in nazionale ― Croazia under 19 | Cronologia completa delle presenze e delle reti in nazionale ― Croazia under 19 |
| Data                                                                            | Città                                                                           | In casa                                                                         | Risultato                                                                       | Ospiti                                                                          | Competizione                                                                    | Reti                                                                            | Note                                                                            |
| ------------------------------------------------------------------------------- | ------------------------------------------------------------------------------- | ------------------------------------------------------------------------------- | ------------------------------------------------------------------------------- | ------------------------------------------------------------------------------- | ------------------------------------------------------------------------------- | ------------------------------------------------------------------------------- | ------------------------------------------------------------------------------- |
| 22-8-2006                                                                       | Suhopolje                                                                       | Croazia under 19                                                                | 2 – 2                                                                           | Ungheria under 19                                                               | Amichevole                                                                      | -                                                                               | 80’                                                                             |
| 24-8-2006                                                                       | Barcs                                                                           | Ungheria under 19                                                               | 1 – 1                                                                           | Croazia under 19                                                                | Amichevole                                                                      | -                                                                               |                                                                                 |
| 27-9-2006                                                                       | Samobor                                                                         | Croazia under 19                                                                | 1 – 1                                                                           | Rep. Ceca under 19                                                              | Amichevole                                                                      | -                                                                               | 90+1’                                                                           |
| 19-10-2006                                                                      | Kaunas                                                                          | Croazia under 19                                                                | 3 – 0                                                                           | Moldavia under 19                                                               | Qual. Europeo Under-19 2007                                                     | -                                                                               | 90+7’                                                                           |
| 22-10-2006                                                                      | Kaunas                                                                          | Serbia under 19                                                                 | 2 – 2                                                                           | Croazia under 19                                                                | Qual. Europeo Under-19 2007                                                     | -                                                                               | 85’                                                                             |
| 15-2-2007                                                                       | Umago                                                                           | Croazia under 19                                                                | 2 – 1                                                                           | Ungheria under 19                                                               | Amichevole                                                                      | -                                                                               | 83’                                                                             |
| Totale                                                                          |                                                                                 | Presenze                                                                        | 6                                                                               |                                                                                 | Reti                                                                            | 0                                                                               |                                                                                 |